# 5489 Oberkochen
5489 Oberkochen eller 1993 BF2 är en asteroid i huvudbältet som upptäcktes den 17 januari 1993 av de japanska astronomerna Yoshio Kushida och Osamu Muramatsu vid Yatsugatake-Kobuchizawa-observatoriet. Den är uppkallad efter den tyska staden Oberkochen.
Asteroiden har en diameter på ungefär 13 kilometer och den tillhör asteroidgruppen Eunomia.